# کوه پوما کاکا
کوه پوما کاکا (به اسپانیایی: Puma Qaqa) یک کوه در پرو است که در Peru, Cusco Region, Canchis Province واقع شده‌است. کوه پوما کاکا ۴٬۸۰۰ متر بالاتر از سطح دریا واقع شده‌است.